# 津鉄バス
津鉄バス（つてつバス）は、青森県五所川原市に本社を置く津軽鉄道が行っていたバス部門のことである。正式には津軽鉄道自動車部であった。

## 沿革
- 1912年 - 五所川原の林旅館が五所川原 - 大釈迦間でバス運行開始。
- 1913年 - 五所川原の木村長吉が金木 - 五所川原 - 大釈迦間の運行を開始（のちに木村は鰺ヶ沢へも路線を延ばす）。さらに津軽乗合自動車商会も同区間で運行開始。
- 1924年 - 秋元金四郎が五所川原 - 小泊間の定期バス運行開始。
- 1929年 - 板柳町五林平の工藤久治が五林平 - 鶴田 - 大釈迦間運行開始。
- 1933年 - 津軽急行自動車設立、五所川原 - 青森間運行開始。
- 1934年10月28日 - バス事業開始、金木自動車から金木 - 中里間の路線を買収。
- 1935年4月20日 - 金木自動車から金木 - 武田間の路線を買収。
- 1935年4月22日 - 陸奥乗合自動車（陸奥バス）から五所川原 - 金木間、五所川原 - 大釈迦間、五所川原 - 稲垣間の路線と自動車・事務所・車庫などを買収。
- 1935年6月3日 - 小野嘉一郎から五所川原 - 三好間の路線を買収。
- 1935年7月21日 - 長内長五郎から五所川原 - 木造間の路線を買収。
- 1940年12月 - 工藤久治の乗合自動車が廃止となる。
- 1941年10月8日 - 津軽急行自動車、十三バス、小泊探勝バス、戸沼バス、工藤バスを買収。
- 1955年3月 - 弘南バスが津鉄バスを買収。